# Piero Piazzano
Piero Piazzano (Novara, 1939 – Novara, 26 marzo 2001) è stato un ingegnere e giornalista italiano, si è distinto per la sua sapienza divulgativa in una lunga carriera come redattore editoriale e giornalista scientifico collaborando alla realizzazione di enciclopedie per De Agostini e Mondadori, e scrivendo per le riviste Scienza e Vita Nuova, Genius, Le Scienze e Airone, dove è diventato capo redattore e inviato speciale.
La sua attività nel campo dell'editoria scientifica ha avuto vari premi e riconoscimenti in Italia e all'estero. Tra le sue inchieste più significative qui ricordiamo quella sui rotoli del Mar Morto, realizzata tra Israele e i Territori palestinesi, e un'altra, su incarico della Comunità europea, alla ricerca dei "Villaggi ideali d'Europa e d'Italia". Merita di essere citato anche il libro “Curarsi con Internet”, edito nel 1995 da Apogeo, che anticipava uno dei molteplici vantaggi della rete.
È scomparso improvvisamente il 26 marzo 2001 all'età di 61 anni a seguito di un infarto.